# B&H Airlines
Javno Preduzece „B&H Airlines“ d.o.o. Sarajevo war eine bosnisch-herzegowinische Fluggesellschaft mit Sitz in Sarajevo und Basis auf dem Flughafen Sarajevo.

## Geschichte
Die Gesellschaft wurde 1994 als Air Bosna gegründet, sie war die staatliche Fluggesellschaft der Föderation Bosnien und Herzegowina. 2003 wurde der Flugbetrieb wegen Insolvenz eingestellt, 2005 wurde er unter dem neuen Namen B&H Airlines wieder aufgenommen. 2008 entschied sich die Föderation Bosnien und Herzegowina, 49 % der Anteile an der Fluggesellschaft auszuschreiben. Die Teilprivatisierung wurde am 23. November 2008 mit dem Verkauf der Anteile an Turkish Airlines abgeschlossen. 50,93 % verblieben im Besitz der Föderation Bosnien und Herzegowina sowie 0,07 % bei Energoinvest d.d. Sarajevo. Am 1. März 2011 wurde die Boeing 737-400 an den Vorbesitzer Turkish Airlines zurückgegeben, im Februar 2012 ebenfalls ein von dieser für B&H Airlines betriebener Airbus A319-100.
Im Juni 2012 kündigte Turkish Airlines an, ihren Anteil an B&H Airlines ohne Gegenleistung der Landesregierung zu überschreiben.
Anfang März 2013 musste die Gesellschaft ihren Betrieb vorläufig einstellen, da ihre beiden Flugzeuge zu Wartungszwecken am Boden bleiben mussten. Gleichzeitig wurde auch von finanziellen Schwierigkeiten berichtet. Der mit 3,7 Millionen Euro verschuldeten Gesellschaft seien Konten gesperrt worden. Am 18. März wurden die Konten wieder freigegeben. Mit der Geschäftsbank, der bosnischen Tochter der Hypo Alpe Adria International AG, wurde eine Einigung erzielt, zu der jedoch  keine Details bekanntgegeben wurden.
Mitte Februar 2015 wurde eine der beiden ATR 72-200 in Deutschland blockiert. Die Fluggesellschaft konnte die Kosten für Wartungsarbeiten nicht begleichen. Die bosnische Regierung beabsichtigte, die Gesellschaft zu unterstützen, die neue Regierung vom April 2015 änderte dann aber ihre Meinung und liquidierte die Gesellschaft.
März 2016 beantragte der Gläubiger Flughafen Sarajevo die Eröffnung eines Insolvenzverfahrens gegen die BH Airlines. Haupt-Gläubiger ist die Hypo-Abbaugesellschaft Heta mit Verbindlichkeiten von 7,5 Mio. Euro aus Finanzleasingverträgen für zwei Flugzeuge.

## Flugziele
B&H Airlines bediente neben den nationalen Zielen Sarajevo und Banja Luka regulär nur Istanbul, Zürich und Kopenhagen. Weitere Destinationen, darunter Wien und Düsseldorf, wurden eingestellt. Darüber hinaus wurden im Charterverkehr Antalya, Bodrum und Tunis angeflogen. Des Weiteren wurden mit einer Piper Seneca auch Kurzstreckenflüge angeboten, die nicht im regulären Programm der Fluggesellschaft waren.
Zuletzt bediente sie mit der einzig verbliebenen ATR 72-200 sporadisch nur noch Banja Luka und Zürich.

## Flotte

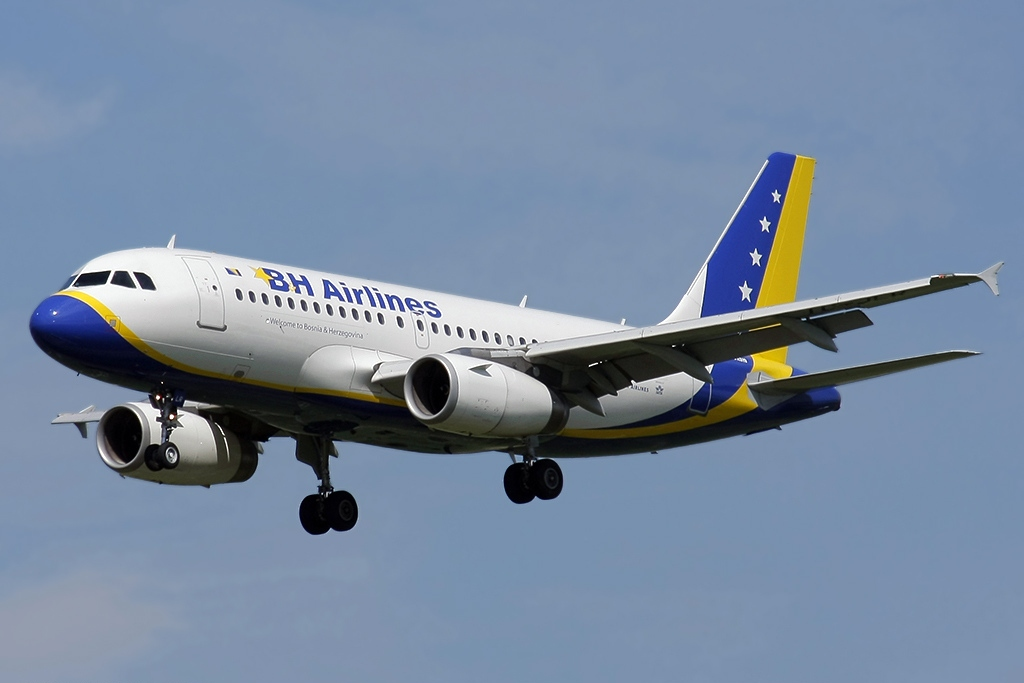
Airbus A319-100 der B&H Airlines

Mit Stand April 2015 bestand die Flotte der B&H Airlines aus zwei Flugzeugen mit einem Durchschnittsalter von 19,5 Jahren:
| Flugzeugtyp | Anzahl | bestellt | Anmerkungen  | Sitzplätze (Business/Economy) |
| ----------- | ------ | -------- | ------------ | ----------------------------- |
| ATR 72-200  | 2      | -        | eine inaktiv | 66 (10/56)                    |